# نقص تنسج المخيخ
يتميز نقص تنسج المخيخ بانخفاض حجم المخيخ، على الرغم من أن شكل المخيخ طبيعي (تقريبًأ). وهو يتألف من مجموعة غير متجانسة من اضطرابات النمو المخيخي التي تظهر على شكل ترنح خلقي غير تقدمي مبكر، ونقص التوتر وإعاقة التعلم الحركي.
حددت أسباب مختلفة كمسبب للحالة، بما في ذلك العوامل الوراثية والأيضية والسامة والفيروسية. أبلغ عن الحالة لأول مرة من قبل طبيب الأعصاب الفرنسي أوكتاف كروزون في عام 1929. في عام 1940، شرحت جثة لم يطالب بها أحد في مستشفى لندن واكتشف أنها لا تحتوي على مخيخ. سميت هذه الحالة الفريدة باسم (دماغ بشري بدون مخيخ) واستخدمت كل عام في قسم التشريح بجامعة كامبريدج في دورة علم الأعصاب لطلاب الطب.
يمكن أن يظهر نقص تنسج المخيخ أحيانًا جنبًا إلى جنب مع نقص تنسج الجسم الثفني أو الجسر. يمكن أن يترافق أيضًا مع استسقاء الرأس أو البطين الرابع المتضخم؛ وهذا ما يسمى تشوه داندي ووكر.

## العلامات والأعراض
الرنح المبكر غير التقدمي وضعف التعلم الحركي هما العرض الأكثر شيوعًا.

## التشخيص

### التصوير بالرنين المغناطيسي
يُعد التصوير بالرنين المغناطيسي ثلاثي الأبعاد (3D) بوزن T2 (T2w) المحوري، التاجي، السهمي ممتازًا للتمييز بين المادة الرمادية واكتساب المادة البيضاء للمعلومات التشريحية عالية الدقة T2w، التصوير المحوري والإكليلي للحصول على معلومات تشريحية عالية الدقة؛ ترسيم القشرة، والمادة البيضاء، ونوى المادة الرمادية. موتر الانتشار، يستخدم التصوير المحوري لتقييم سلامة البنية المجهرية للمادة البيضاء، وتحديد مساحات المادة البيضاء. كيبك، محوري + تصوير MPR لتقييم الورقات المخيخية، والأعصاب القحفية، والبطينين، والثقب. فحص محوري مرجح لتحديد وتوصيف النزف ومنتجات الدم والتكلس وتراكم الحديد.
التصنيف
تتنوع أنظمة تصنيف تشوهات المخيخ وتراجع باستمرار مع الكشف عن فهم أكبر للجينات الأساسية وعلم الأجنة للاضطرابات. يقسم التصنيف الذي اقترحه باتيل إس في عام 2002 التشوهات المخيخية إلى مجموعتين عريضتين؛ أولئك الذين يعانون من نقص تنسج المخيخ وأولئك الذين يعانون من خلل التنسج المخيخي.
- نقص تنسج المخيخ
  - نقص تنسج بؤري
    - انعزال دودة المخيخ
    - نقص تنسج نصف كرة المخ

  - نقص تنسج معمم
    - مع البطين الرابع المتضخم (كيس)، استمرارية داندي ووكر
    - البطين الرابع الطبيعي (بدون كيس):
      - مع الجسور العادية
      - مع الجسور الصغيرة. ترقيم الأوراق العادي:
        - نقص تنسج المخيخ البطني في بارث، النوعان الأول والثاني
        - نقص تنسج المخيخ، غير محدد بطريقة أخرى

## العلاج
لا توجد دورة علاجية قياسية لنقص تنسج المخيخ. يعتمد العلاج على الاضطراب الأساسي وشدة الأعراض. بشكل عام، يكون علاج الأعراض داعمًا. قد تفيد تقنيات إعادة تأهيل التوازن أولئك الذين يعانون من صعوبة في التوازن. يعتمد العلاج على الاضطراب الأساسي وشدة الأعراض. تشمل العلاجات الجسدية، والمهنية، والكلام / اللغة، والبصر، والأدوية النفسية / السلوكية، والتربية الخاصة.

## التشخيص
يعتمد تشخيص هذا الاضطراب النمائي بشكل كبير على الاضطراب الأساسي. قد يكون نقص تنسج المخيخ تقدميًا أو ثابتًا بطبيعته. بعض حالات نقص تنسج الدماغ الناتج عن تشوهات / اضطرابات الدماغ الخلقية غير التقدمية. يُعرف نقص تنسج المخيخ التدريجي بسوء التشخيص، ولكن في الحالات التي يكون فيها هذا الاضطراب ثابتًا، يكون التشخيص أفضل.